# Apeadero de Dafundo
El Apeadero de Dafundo fue una plataforma ferroviaria de la Línea de Cascaes, que servía a la localidad de Dafundo, en el ayuntamiento de Oeiras, en Portugal.

## Historia
Este apeadero se situaba en el tramo entre Pedrouços y Alcântara-Mar de la Línea de Cascaes, que fue inaugurado el 6 de diciembre de 1890.
En 1933, la Sociedad Estoril, que estaba operando la Línea de Cascaes, realizó obras de reparación en el edificio de este apeadero.